# Reborn (Northern Kings)
Reborn è il primo album del supergruppo finlandese Northern Kings. È stato pubblicato il 31 ottobre 2007, e ha vinto un disco d'oro in Finlandia, avendo venduto più di 17 000 copie.
Da questo album sono stati estratti due singoli: Hello e We Don't Need Another Hero (per quest'ultimo è anche stato realizzato un video). La sesta traccia include una parte strumentale del brano di Ozzy Osbourne Bark at the Moon.

## Tracce
1. Don't Stop Believin' – 5:29 (Jonathan Cain, Neal Schon, Steve Perry - cantato da Marco Hietala)
2. We Don't Need Another Hero – 4:48 (Graham Lyle & Terry Britten - cantato da Jarkko Ahola, Marco Hietala, Tony Kakko, Juha-Pekka Leppäluoto)
3. Broken Wings – 5:32 (Mr. Mister & John Lang - cantato da Tony Kakko)
4. Rebel Yell – 7:29 (Billy Idol & Steve Stevens cantato da Juha-Pekka Leppäluoto)
5. Ashes to Ashes – 4:39 (David Bowie - cantato da Tony Kakko)
6. Fallen on Hard Times – 3:54 (Ian Anderson - cantato da Marco Hietala)
7. (I Just) Died in Your Arms – 5:49 (Nick Van Eede - cantato da Jarkko Ahola)
8. Sledgehammer – 5:08 (Peter Gabriel - cantato da Tony Kakko)
9. Don't Bring Me Down – 4:06 (Jeff Lynne - cantato da Jarkko Ahola)
10. In the Air Tonight – 4:35 (Phil Collins - cantato da Marco Hietala)
11. Creep – 5:38 (Radiohead, Albert Hammond - cantato da Juha-Pekka Leppäluoto)
12. Hello – 4:31 (Lionel Richie - cantato da Jarkko Ahola)
13. Brothers in Arms – 6:59 (Mark Knopfler - cantato da Juha-Pekka Leppäluoto)

Tracce bonus dell'edizione speciale
1. We Don't Need Another Hero (Orchestra remix) – 4:52 (Graham Lyle & Terry Britten - cantato da Jarkko Ahola, Marco Hietala, Tony Kakko, Juha-Pekka Leppäluoto)
2. Creep (Killdivo remix) – 5:38 (Radiohead, Albert Hammond - cantato da Juha-Pekka Leppäluoto)

## Formazione

### Northern Kings
- Jarkko Ahola - voce
- Marco Hietala - voce
- Tony Kakko - voce
- Juha-Pekka Leppäluoto - voce

### Altri musicisti
- Two Finger Choir - coro
- Vili Ollila - tastiera
- Erkka Korhonen - chitarra
- Erkki Silvennoinen - basso
- Anssi Nykanen, Sami Osala - batteria

## Produzione
- Arrangementi vocali: Aleksi Parviainen e Erkka Korhonen (tracce 1, 2, 4, 6, 7, 9-13) e Tony Kakko (3, 5, 8)
- Arrangeiamenti: Aleksi Parviainen (1-6, 8, 10, 11), Jarko Ahola (7, 9, 12) e Mikko Mustonen (13)
- Prodotto e registrato da: Erkka Korhonen
- Mixato da Mikko Karmila
- Masterizzato da Svante Forsback